# Haleri
Haleri és una vila de Karnataka, Índia, districte de Kodagu (Coorg); el seu interès és per ser el primer establiment de la família dels Lingayats d'Ikkeri, que finalment es van establir com a rages de Coorg al segle xvii. Queden les ruïnes de l'antic palau construït com les cases típiques però amb gran, i amb construccions defensives. Els seus materials foren venuts el 1881.